# Microsorum heterocarpum
Microsorum heterocarpum är en stensöteväxtart som först beskrevs av Bl., och fick sitt nu gällande namn av Ren-Chang Ching. Microsorum heterocarpum ingår i släktet Microsorum och familjen Polypodiaceae. Inga underarter finns listade.